# Amantadin
Amantadin (Simetrel) je lek koji je FDA odobrila za upotrebu za antivirusne i antiparkinsonianske indikacije. On je organsko jedinjenje, koje je poznato i kao 1-adamantilamin ili 1-aminoadamantan. On se se sastoji od adamantanske osnove sa jednom amino grupom na jednoj od četiri metinske pozicije. Rimantadin je blisko srodan derivat adamantana sa sličnim biološkim svojstvima.
Osim medicinske upotrebe, ovo jedinjenje je korisno kao gradivni blok, koji umogućava uvođenje adamantil grupe.
Na osnovu podataka Američkog Centra za kontrolu i prevenciju bolesti, 100% sezonskih uzoraka H3N2 i 2009 pandemiske gripe su pokazali rezistenciju na adamantane, te se on više ne preporučuje za lečenje influence. Osim toga, njegova efektivnost kao antiparkinsonski lek je kontroverzna. Kohranov izveštaj iz 2003. je izveo zaključak da ovaj lek nije delotvoran za tu svrhu.